# Michael Cassidy (homme politique)
Pour les articles homonymes, voir Michael Cassidy et Cassidy.
Michael Cassidy (né le 10 mai 1937) est un homme politique provincial et fédéral canadien de l'Ontario.

## Biographie
Né à Victoria en Colombie-Britannique, Michael Cassidy a étudié au Trinity College de l'Université de Toronto et à la London School of Economics. Il travaille ensuite comme journaliste au Financial Times d'Ottawa. Son père, Harry Cassidy (en) (1900-1951), fut un membre fondateur du Parti social démocratique du Canada (Co-operative Commonwealth Federation).

### Carrière politique

#### Politique municipale
Cassidy entame sa carrière politique en servant brièvement comme conseiller municipal de la ville d'Ottawa de janvier 1970 à 1971.

#### Politique provinciale
Élu député du Nouveau Parti démocratique de l'Ontario dans Ottawa-Centre en 1971, il est réélu lors des élections de 1975 qui place le NPD en tant qu'opposition officielle d'un gouvernement minoritaire sous la direction de Stephen Lewis.
Réélu dans ça circonscription en 1977, mais son parti relégué en troisième place, Lewis démissionne alors de la chefferie. Cassidy tente alors sa chance lors de la course à la chefferie en février 1978 contre Ian Deans et Michael Breaugh. Élu chef, il eut de la difficulté à succéder à Lewis considéré comme un chef charismatique et dynamique, alors que Cassidy passait pour un chef au tempérament plus aride et n'ayant pas la pleine confiance de l'état-major du parti.
Après les élections de 1981, durant laquelle Cassidy est réélu difficilement dans sa circonscription alors que son parti passait de 33 à 21 siège à l'Assemblée législative, il démissionne de la chefferie et est remplacé par Bob Rae. L'ancien chef néo-démocrate, Donald C. MacDonald, décrivit le leadership de Cassidy comme un intermède malheureux pour lui et le parti.

#### Politique fédérale
Ayant démission de la politique provinciale en 1984, il est élu la même année député néo-démocrate de la circonscription fédérale d'Ottawa-Centre. Il est défait par le libéral Mac Harb (en) en 1988.

### Après la politique
Durant le début des années 1990, il est nommé par le gouvernement Rae au conseil d'Ontario Hydro. Renvoyé sans préavis par le gouvernement Harris en janvier 1996, il est réembauché par décision de la court en peu après. Opposé au plan de restructuration des Conservateur de Harris, il demeure directeur jusqu'en 1997.